# Форе ла Фоли
Форе ла Фоли (фр. Forêt-la-Folie) је насељено место у Француској у региону Горња Нормандија, у департману Ер.
По подацима из 2011. године у општини је живело 477 становника, а густина насељености је износила 43,28 становника/km².

## Демографија
| 1962. | 1968. | 1975. | 1982. | 1990. | 2011. |
| ----- | ----- | ----- | ----- | ----- | ----- |
| 357   | 316   | 328   | 286   | 320   | 477   |